# 후쿠시마현 제2구
후쿠시마현 제2구(일본어: 福島県第2区)는 일본의 중의원 선거구이다. 1994년 공직선거법이 개정되면서 신설되었다.

## 지역
- 고오리야마 시
- 니혼마쓰시
- 모토미야시
- 아다치군

## 역사
1996년 소선거구제 도입 이후 자유민주당의 네모토 다쿠미가 연속으로 당선되고 있었지만, 2009년 총선에서는 지바현 제7구에서 지역구를 옮긴 민주당의 오타 가즈미가 네키토 의원을 누르고 처음으로 당선됐다.
2012년 총선부터는 다시 네키토 의원이 당선되고 있다.

## 역대 국회의원
- 네모토 다쿠미 (소속 정당: 자유민주당, 임기: 1996년 ~ 2009년)
- 오타 가즈미 (소속 정당: 민주당, 임기: 2009년 ~ 2012년)
- 네모토 다쿠미 (소속 정당: 자유민주당, 임기: 2012년 ~ 현재)